# Ptyelus sexvittatus
Ptyelus sexvittatus är en insektsart som beskrevs av Walker 1851. Ptyelus sexvittatus ingår i släktet Ptyelus och familjen spottstritar. Inga underarter finns listade i Catalogue of Life.